# Düren
Düren je město v německé spolkové zemi Severní Porýní-Vestfálsko. Nachází se mezi městy Cáchy a Kolín nad Rýnem a svou polohou je součástí Euroregionu Máza-Rýn. Ve městě žije přibližně 93 tisíc obyvatel.

## Poloha
Leží ve vrchovině Eifel na řece Rýn. Je správním centrem zemského okresu Düren a současně leží také ve vládním obvodu Kolín nad Rýnem. Bývá někdy také označován jako brána do severního Eifelu.

## Historie
Podle nálezů z roku 2009 je nejstarší osídlení v oblasti Dürenu datováno do období asi 5100 let před naším letopočtem. Bylo zde objeveno přes 200 kosterních pozůstatků neandertálců a místo tak patří k nejstarším pohřebištím v Porýní. Oblast byla ve starověku obývaná Kelty a následně také Římany. V roce 747 se ve franských zápisech poprvé vyskytl název Vila Duria. V 5. století přišli do Dürenu Frankové a pobýval zde také král Pipin III. Krátký. Město několikrát navštívil také Karel Veliký. Ve 12. století započala výstavba městských hradeb a městská práva byla Dürenu přidělena ve 13. století. Během třicetileté války bylo město z velké části zničeno. V 17. století jej zasáhly dvě morové epidemie. Město bylo znova téměř zničeno během druhé světové války po náletu spojeneckých vojsk. Většina městské zástavby tak pochází až z 50. let 20. století.

## Partnerská města
- Altmünster, Rakousko (1971)
- Cormeilles, Francie (1970)
- Gradačac, Bosna a Hercegovina (2001)
- Karadeniz Ereğli, Turecko (2009)
- Stryj, Ukrajina (2001)
- Ťin-chua, Čína (2002)
- Valenciennes, Francie (1959)

## Galerie

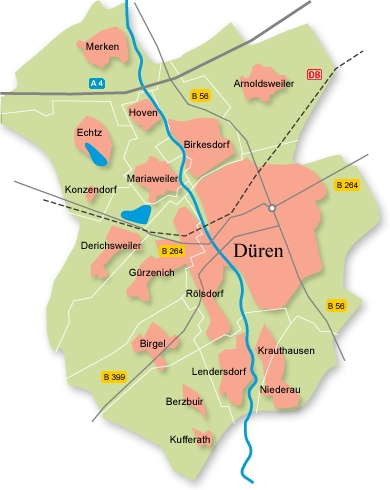
Přehled městských částí Dürenu
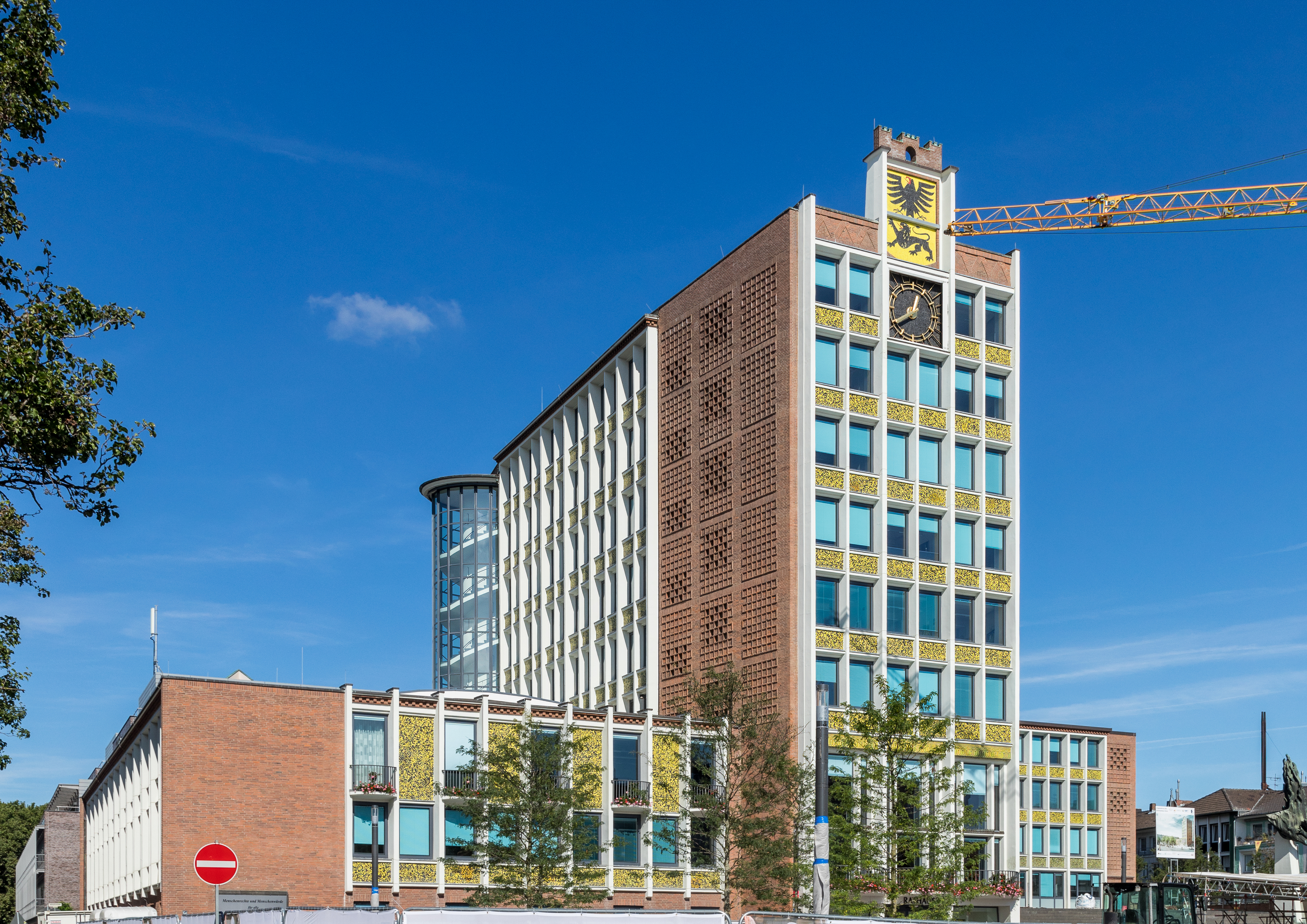
Radnice
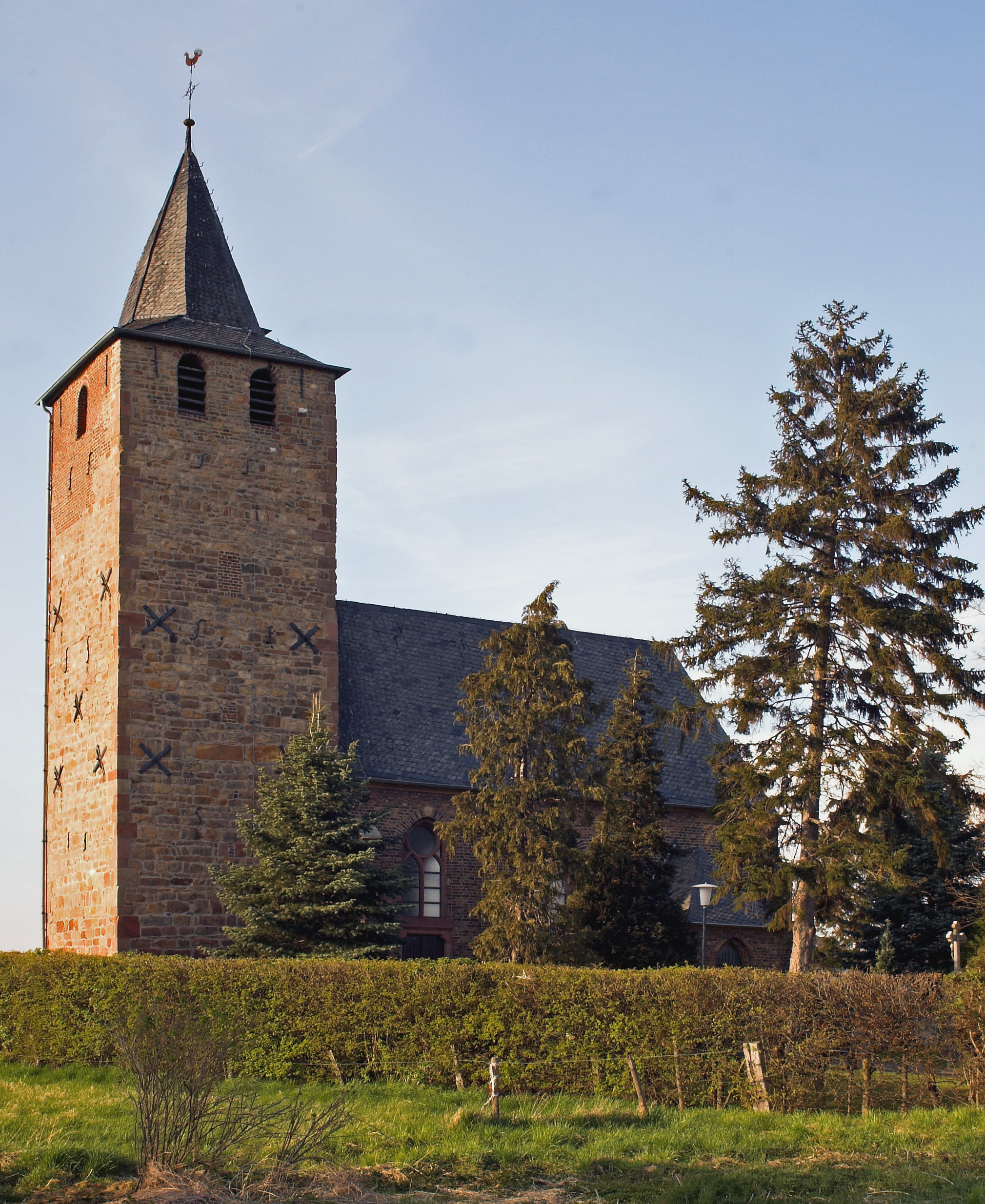
Eulendom
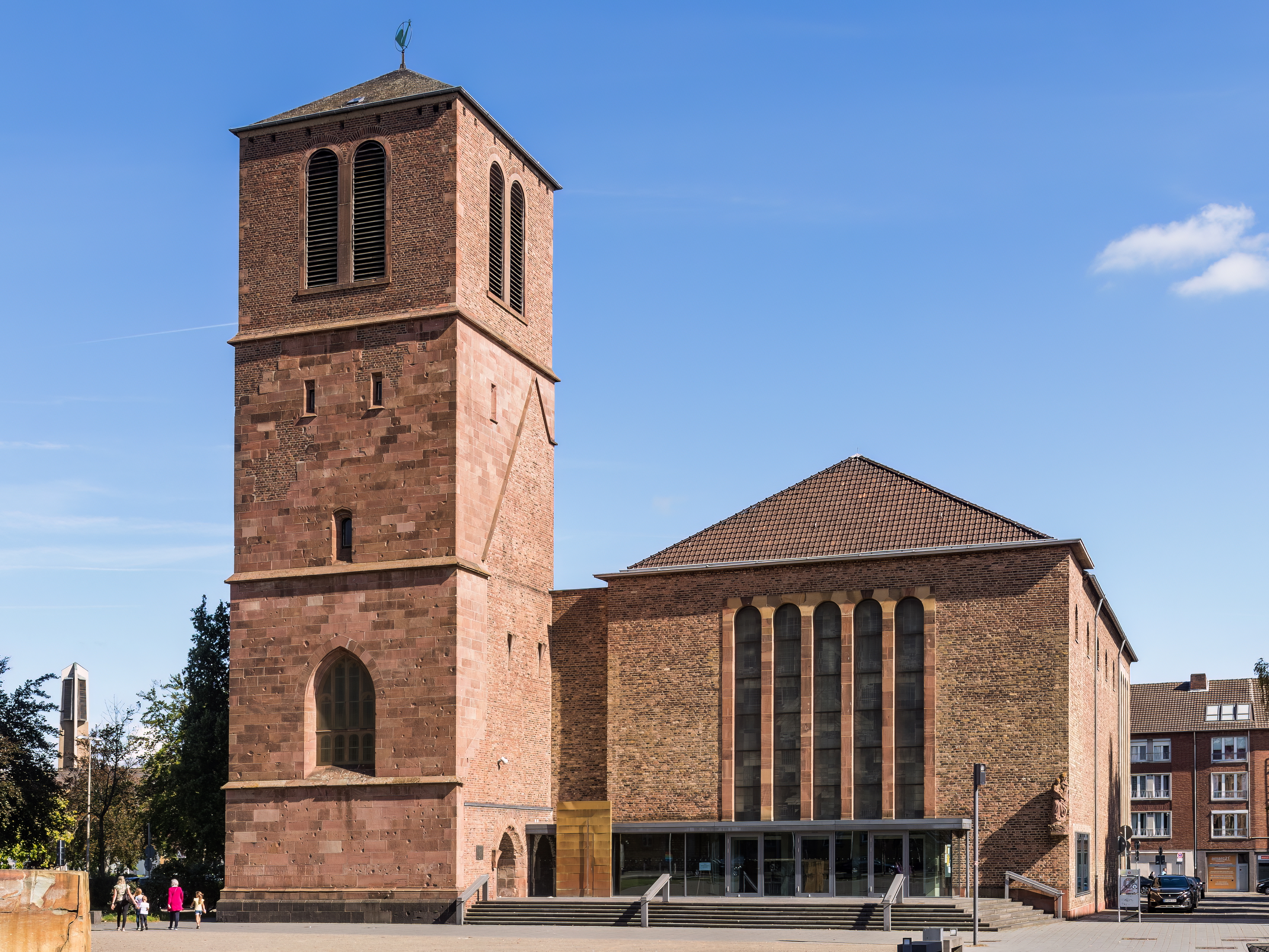
Kostel Panny Marie